# 井上恭治
井上 恭治（いのうえ やすはる、1964年 - ）は、日本の教育者、スポーツコーチ。
陸上競技コーチを主に事業を展開する。日本陸上競技連盟のコーチであり棒高跳の指導においては、クラブチームを設立し選手の育成に取り組む。

## 来歴
広島県東広島市出身。広島県立賀茂高等学校を経て日本体育大学を卒業した。
公立学校で1988年から保健体育科の教員として勤務した。2002年から広島陸上競技協会強化委員会で棒高跳の指導をおこなう。その後、個人事業を立ち上げて活動している。